# Jordlovene af 4.10.1919
Jordlovene af 4.10.1919 var tre love, der havde til formål at skaffe jord til udstykning af nye statshusmandsbrug samt sikre tillægsjord til eksisterende jordbrug.

## Lovene
Jordlovene af 4. oktober 1919 var tre:

Lov af 4/10 1919 om Lens, Stamhuse og Fideikommisgodsers Overgang til fri Ejendom indeholdt bestemmelser, hvorefter ejere af len, stamhuse og fideikommisgodser skulle få ret til at overtage besiddelsen til fri ejendom mod at indbetale 25% af værdien til staten, såfremt der påhvilede hjemfaldsret til staten (det vil sige, hvor statutterne fastslog, at majoratet tilfaldt staten i de tilfælde, hvor mandslinjen i besidderens familie døde ud), og 20% af værdien af øvrige jordbesiddelser. Desuden skulle de, mod erstatning, overdrage staten en tredjedel af deres besiddelser.
Lov af 4/10 om Afhændelse af de til Præsteembeder henlagte Jorder til Oprettelse af Husmandsbrug indeholdt bestemmelser om, at jord tilhørende præstegårde, som var egnede til landbrugsdrift, skulle udstykkes og som hovedregel sælges som parceller af en størrelse, der muliggjorde oprettelse af et husmandsbrug stort nok til at brødføde en familie ved dennes egen arbejdskraft; mindre jordstykker kunne sælges som tillægsjord til eksisterende bedrifter. Som overgangsbestemmelser blev fastlagt, at hvis præsten selv drev jorden, skulle udstykningen ske ved embedsledighed, og hvis jorden var forpagtet bort, skulle udstykningen ske ved udløbet af forpagtningsaftalen.
Lov af 4/10 1919 om Vilkaar for Bortsalg af Jord i offentlig Eje indeholdt bestemmelser om, at jord i statens eje (domænejord) egnet til landbrugsdrift kun måtte sælges på de vilkår, der var fastlagt i loven. Som hovedregel skulle jorden udstykkes i parceller, der var store nok til at oprette husmandsbrug, der kunne brødføde en familie ved dennes egen arbejdskraft, mens mindre parceller skulle sælges som tillægsjord til eksisterende brug.

## Vilkår
Ved overtagelse af en parcel skulle køberen ikke betale nogen købesum, men skulle give en statslig Jordfond oprettet under Finansministeriet en uindløselig prioritet i jorden og heraf betale rente (deraf udtrykket jordrentebrug). Jordrenten skulle betales to gange om året og fastsattes i første omgang til 2¼% pr. termin af jordens værdi således, som denne var fastsat ved en særlig vurdering, der skulle svare til den pris, som en rimelig fornuftig køber kunne forventes at ville betale for jorden, dersom den hørte under en middelstor bondegård. Denne vurdering skulle tages op til genvurdering efter hver almindelig vurdering til ejendomsskyld. Rentesatsen skulle på sin side følge renteniveauet for langfristede obligationer. Desuden kunne der ydes tilskud til opførelse af bygninger på ejendommen. Det var en betingelse, at der blev drevet landbrug på ejendommen, det vil sige, at der til enhver tid skulle holdes en besætning og et inventar for at opfylde denne forpligtelse. Ligeledes skulle de til driften nødvendige bygninger holdes i god stand. Der skulle føres tilsyn for at sikre, at disse betingelser blev overholdt.
Disse betingelser var politisk betingede. Især Det Radikale Venstre var præget af den amerikanske økonom og filosof Henry Georges ideer om samfundets principielle ret til at eje al jord og overdrage den til brugerne mod, at disse betalte en løbende jordrente af jordens værdi.

## Virkninger
Lovene fik uens virkninger: jordrentebrug oprettet på majoratsjorder forekom fortrinsvis på øerne og i Østjylland, heraf en del i den østlige del af det i den i 1920 genforenede del af Sønderjylland og lå på grund af disse jorders karakter ofte som større samlede områder. Denne udstykningsvirksomhed afsluttedes i 1932. Jordrentebrug på præstegårdsjorder var mere spredt og omfattede også fx områder i Vestjylland, men ikke i Sønderjylland, og for disse områders vedkommende var der tale om færre brug på grund af præstegårdsjordernes begrænsede størrelse. Denne udstykning skete især fra 1925 og frem. Endelig var jord i offentligt eje fortrinsvis samlet i Sønderjylland men forekom også i andre dele af landet. Den sønderjyske statsdomænejord udgjorde omkring 3.000 hektar, som blev udstykket til omkring 300 nye landbrug. Desuden udstykkede staten i årene 1923-1938 38 domænegårde overvejende overtaget fra den preussiske stat. I absolutte tal ser fordelingen frem til 1940 således ud:
| Amt (før 1970)    | Jordrente- brug i alt | Heraf på præstegårds- jord | Heraf på majorats- jord | Heraf på anden jord | Tillægsparceller på præstegårds- jord | Tillægsparceller på majorats- jord |
| ----------------- | --------------------- | -------------------------- | ----------------------- | ------------------- | ------------------------------------- | ---------------------------------- |
| Københavns Amt    | 330                   | 67                         | 135                     | 128                 | 20                                    | 32                                 |
| Frederiksborg Amt | 163                   | 43                         | 60                      | 60                  | 24                                    | 2                                  |
| Holbæk Amt        | 337                   | 64                         | 233                     | 80                  | 56                                    | 100                                |
| Sorø Amt          | 372                   | 74                         | 143                     | 55                  | 32                                    | 68                                 |
| Præstø Amt        | 430                   | 94                         | 229                     | 107                 | 57                                    | 77                                 |
| Bornholms Amt     | 27                    | 14                         | -                       | 13                  | 2                                     | -                                  |
| Maribo Amt        | 591                   | 110                        | 429                     | 52                  | 42                                    | 95                                 |
| Svendborg Amt     | 508                   | 118                        | 312                     | 78                  | 62                                    | 141                                |
| Odense Amt        | 510                   | 92                         | 270                     | 148                 | 94                                    | 92                                 |
| Vejle Amt         | 264                   | 77                         | 16                      | 171                 | 41                                    | 1                                  |
| Aarhus Amt        | 394                   | 144                        | 146                     | 84                  | 53                                    | 15                                 |
| Randers Amt       | 292                   | 122                        | 77                      | 93                  | 66                                    | 7                                  |
| Aalborg Amt       | 196                   | 94                         | 45                      | 57                  | 40                                    | 72                                 |
| Hjørring Amt      | 170                   | 51                         | 45                      | 74                  | 15                                    | 29                                 |
| Thisted Amt       | 166                   | 80                         | -                       | 86                  | 18                                    | -                                  |
| Viborg Amt        | 292                   | 106                        | 93                      | 93                  | 50                                    | 3                                  |
| Ringkøbing Amt    | 161                   | 45                         | 9                       | 107                 | 82                                    | -                                  |
| Ribe Amt          | 126                   | 32                         | 7                       | 87                  | 85                                    | 1                                  |
| Haderslev Amt     | 550                   | -                          | 18                      | 532 (178)           | -                                     | (43)                               |
| Aabenraa Amt      | 225                   | -                          | 37                      | 188 (74)            | -                                     | 3 (6)                              |
| Sønderborg Amt    | 139                   | -                          | -                       | 139 (41)            | -                                     | (21)                               |
| Tønder Amt        | 191                   | -                          | 3                       | 188 (27)            | -                                     | (21)                               |
| I alt             | 6.354                 | 1.427                      | 2.307                   | 2.620 (320)         | 837                                   | 738 (81)                           |

Noter:
 Københavns Amt omfatter Københavns og Roskilde Amtsrådskredse
Odense Amt omfatter Odense og Assens Amtsrådskredse
Aarhus Amt omfatter Aarhus og Skanderborg Amtsrådskredse
Tallene i parentes angiver på domænejord
Kilde: Kampp, s. 102